# Attila Dorn

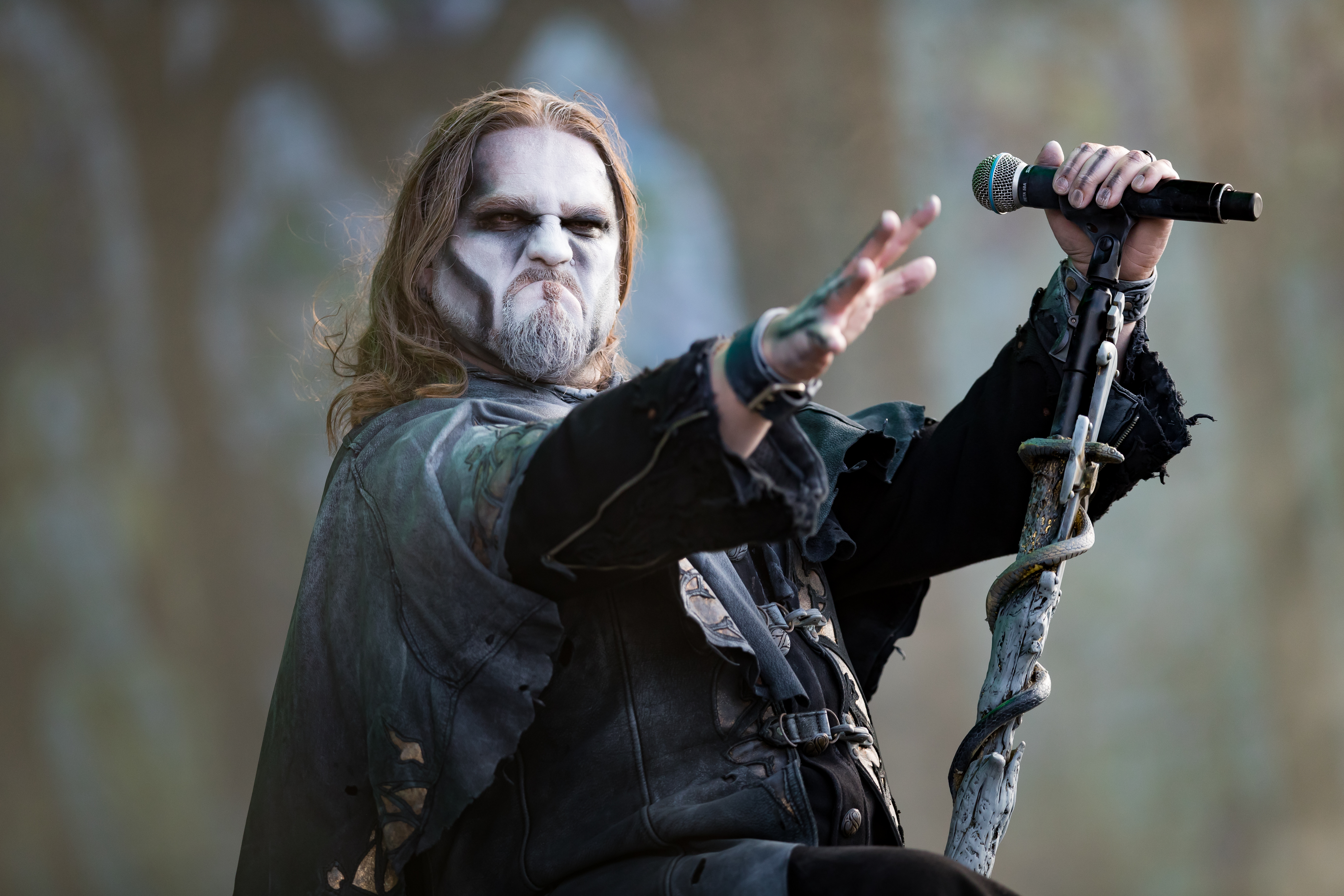
Karsten Brill jako Attila Dorn, Wacken Open Air 2017

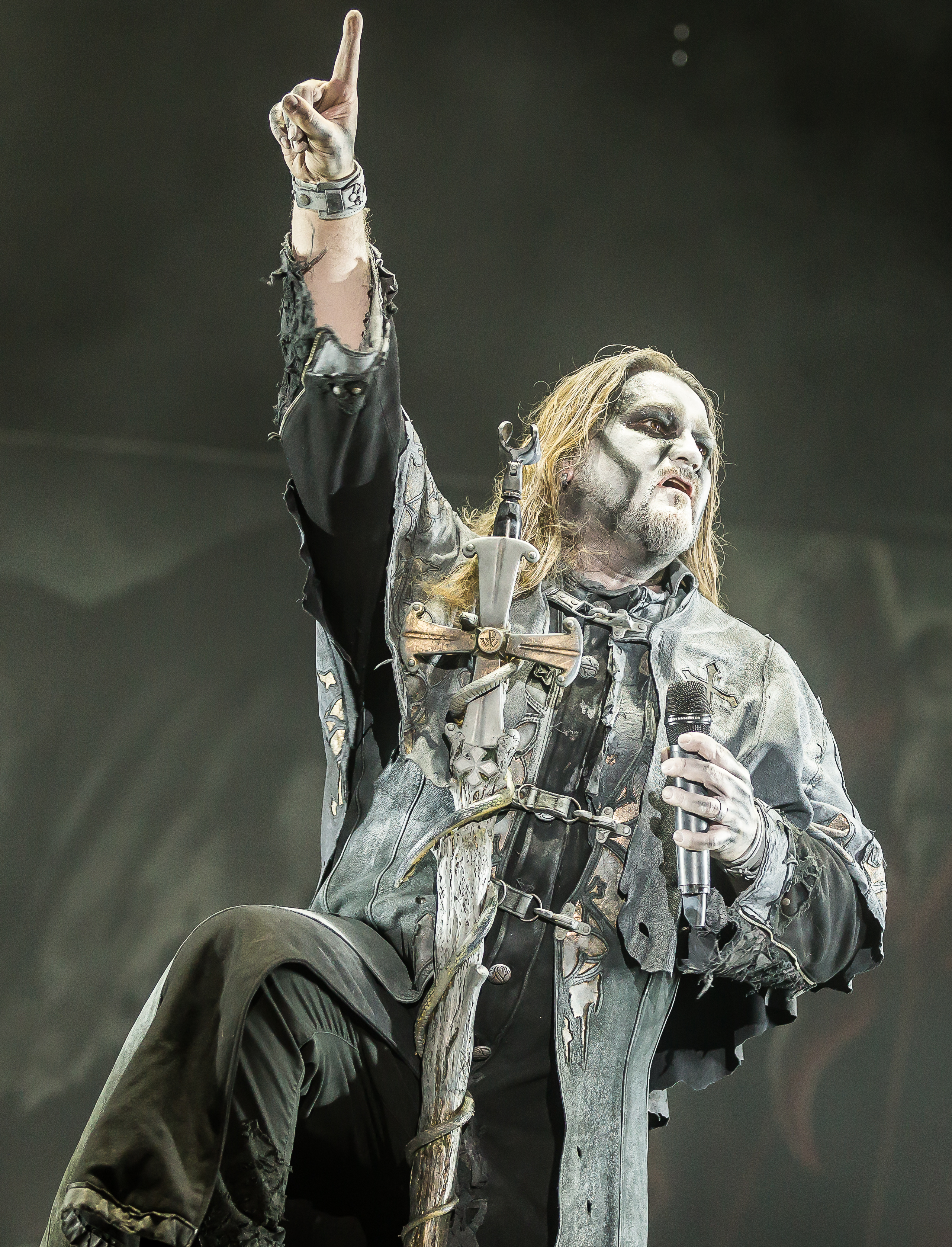
Karsten Brill jako Attila Dorn podczas festiwalu Rockharz Open Air 2018

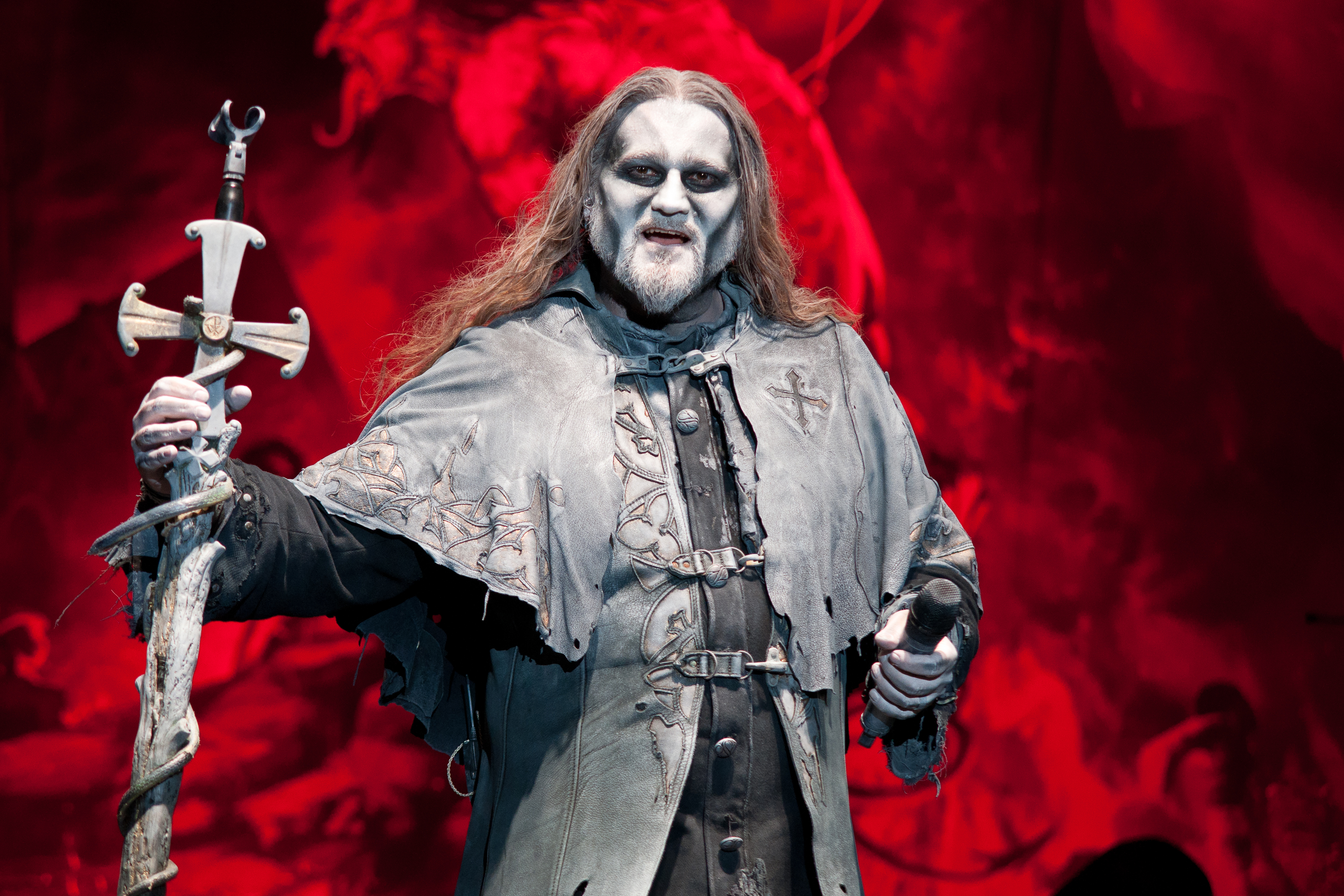
Karsten Brill jako Attila Dorn, Powerwolf - Masters of Rock 2018

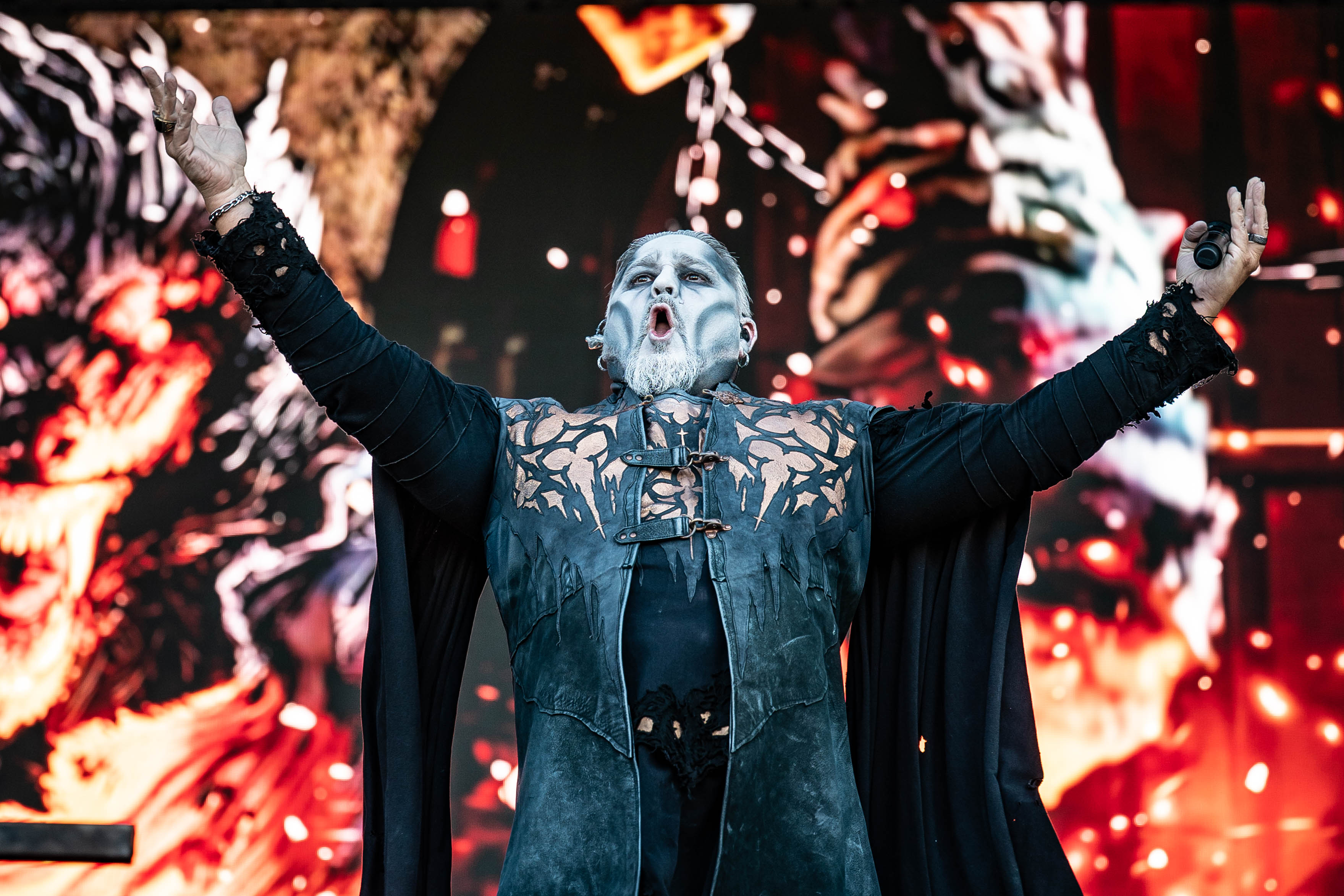
Karsten Brill jako Attila Dorn, Tons of Rock 2025

Attila Dorn, właśc. Karsten Brill (ur. 27 października 1970 w Bous) – niemiecki muzyk znany głównie jako wokalista powermetalowej grupy Powerwolf, której jest członkiem od początku jej działalności – to jest od 2003 roku.

## Kariera muzyczna

### Dragon’s Tongue i Meskalin (1991–1998)
W 1991 Karsten Brill wraz z Derekiem Butschem, Markusem Görgem, Thorstenem Neuem, Thorstenem Reilem i Florianem Pennerem utworzyli Dragon’s Tongue, pierwszy zespół grający grunge w kraju związkowym Saara. Grupa cieszyła się dużą popularnością. Zmienili nazwę na Meskalin w 1996. Zespół został rozwiązany po śmierci Dereka Butscha w 1998.

### Red Aim (1999–2006)
W 1999 roku dołączył do Red Aim pod pseudonimem Dr. Don Rogers zastępując Pascala Flacha. Po tej zmianie utwory zespołu zaczęły coraz bardziej iść w kierunku punk rocka, a później heavy metalu. Ich pierwszy album studyjny Call Me Tiger został nagrany ponownie z wokalami Brilla.

### Powerwolf (od 2003)
Dołączył do Powerwolf wraz z innymi muzykami Red Aim w 2003. Podobnie jak reszta członków zespołu, przyjął on pseudonim sceniczny Attila Dorn.
Według oficjalnej wersji podawanej przez zespół, Attila Dorn pochodzi z miasta Sighișoara w środkowej Rumunii, jest pół-Rumunem i pół-Węgrem. Studiował głos operowy na Królewskiej Akademii Muzycznej w Bukareszcie. Charles i Matthew Greywolf spotkali go w pubie podczas swoich wakacji w Rumunii. Niedługo potem Attila przeprowadził się do miasta Saarbrücken, z którego pochodził zespół Powerwolf. W 2013 w wywiadzie z niemieckim czasopismem muzycznym Rock Hard Matthew Greywolf przyznał, że Dorn nie pochodzi z Rumunii, tylko z Niemiec.
22 października 2005 wystąpił w Kaufbeuren razem z zespołem Gamma Ray podczas ich piosenki „Blood Religion”.
Był gościem podczas koncertu Sabatonu w Oberhausen 17 września 2011.
Gazeta Neue Osnabrücker Zeitung porównała postać Attili Dorna z Hrabią Drakulą. Hannoversche Allgemeine Zeitung opisało go jako „mieszanka mnicha i krzyżowca”, natomiast Die Welt jako „połączenie króla Hunów i prawosławnego księdza”.

## Życie prywatne
Karsten Brill urodził się 27 października 1970 roku w Bous (wówczas w Republice Federalnej Niemiec) jako syn Alberta Brilla.
W jednym z wywiadów przyznał, iż bliższą styczność z muzyką heavymetalową miał dopiero w okolicach roku 2002.
16 maja 2015 ożenił się z Jenny, która jest fotografem zespołu.
Obecnie mieszka w Saarbrücken.

## Głos
Skala głosu Karstena Brilla została wyliczona na od C do b♭2. Jest w stanie posługiwać się zarówno głosem operowym jak i chrapliwym, w tym krzykiem. Zazwyczaj śpiewa barytonem.

## Dyskografia

### Dragon’s Tongue
- Fake (1994)
- Love but Lies (1995)[19]
- Bored Beyond Belief (1996)

### Meskalin
- Meskalin (1997)

### Red Aim
- Call Me Tiger (2000)[29]
- Saartanic Cluttydogs (2001)[30]
- Flesh For Fantasy (2002)[31]
- Niagara (2003)[32]

### Powerwolf
- Return in Bloodred (2005)
- Lupus Dei (2007)
- Bible of the Beast (2009)
- Blood of the Saints (2011)
- Preachers of the Night (2013)
- Blessed & Possessed (2015)
- The Sacrament of Sin (2018)
- Metallum Nostrum (2019)[33]
- Call of the Wild (2021)
- Wake Up The Wicked (2024)